# جيمي أوزوالد
جيمي أوزوالد (بالإنجليزية: Jimmy Oswald)‏ (3 يناير 1868 بغرينوك في المملكة المتحدة - 26 فبراير 1948) هو لاعب كرة قدم بريطاني (وحمل سابقاً جنسية المملكة المتحدة لبريطانيا العظمى وأيرلندا) في مركز الهجوم. شارك مع منتخب اسكتلندا لكرة القدم. أما مع النوادي، فقد لعب مع ريث روفرز ونادي رينجرز ونوتس كاونتي وSt Bernard's F.C. ‏ ونادي لانارك الثالث وKilbirnie Ladeside F.C. ‏ ورابطة كرة القدم الاسكتلندية الحادية عشر ‏ ونادي كلايدبانك ‏.

## وصلات خارجية
- جيمي أوزوالد على موقع الاتحاد الإسكتلندي (الإنجليزية)
- جيمي أوزوالد على موقع قاعدة بيانات كرة القدم.إي يو (الإنجليزية)
- جيمي أوزوالد على موقع ناشيونال فوتبول تيمز (الإنجليزية)